# Círculo Regionalista (Burgos)
Círculo Regionalista fue una entidad castellanista fundada en Burgos en 1917 en torno al diario La Voz de Castilla (1910-1921) de Antonio Zumárraga Díez.
Surgió con el propósito de servir "de lazo de unión entre todos los que estamos dispuestos a defender este ideal a toda costa (...)".
Sus fundadores estaban convencidos de que "el conocimiento y el trato engendrarán indestructibles afectos y establecerá entre la capital y los pueblos todos de la provincia corrientes de franca cordialidad. Será el hogar de todos, el lugar donde se recogerían las quejas, las aspiraciones, las demandas de los regionalistas para procurar fueran debida y justamente atendidas; y este Centro, además, efectuaría la labor, constante y eficaz, que requiere la obra que de todo corazón hemos emprendido. A ese Centro, a esa casa de regionalistas pueden pertenecer todos cuantos amen a esta sagrada y heroica tierra castellana, independientemente de su filiación política. Cada uno, en ese terreno, tiene libertad absoluta; pero siempre, en las cuestiones que afecten al interés de la región, la unidad de miras ha de ser completa, estando, ante ese interés, todos dispuestos al sacrificio de cualquier política de partido".
El Círculo Regionalista acogió la primera disertación sobre castellanismo de Gregorio Fernández Díez, realizada el viernes 30 de agosto de 1918, como muestra un artículo de 1 de septiembre de 1918.
En abril de 1919, su presidente era Pedro Rodríguez Castilla; y Teófilo Martín Cano era Agente de Negocios y Tesorero del Círculo Regionalista de Burgos. Posteriormente, en agosto de 1919, el presidente del Círculo era Arsenio García.
En abril de 1919, jóvenes regionalistas burgaleses publicaron en la revista toledana Castilla, revista regional ilustrada el manifiesto A la juventud castellana, en el que invitaban a la juventud de Castilla a unirse a la causa regionalista.
Los colaboradores de este Círculo fueron: Benito Castrillo, entre otros. En ocasiones, el Círculo era el marco de veladas artísticas, como la de la pianista Magda Rubioni o la de la Peña Artística "Talia".